# Conops vesicularis
Conops vesicularis är en tvåvingeart som beskrevs av Carl von Linné 1761. Conops vesicularis ingår i släktet Conops och familjen stekelflugor.
Artens utbredningsområde är Sverige. Arten är reproducerande i Sverige. Inga underarter finns listade i Catalogue of Life.